# Marquita l'espionne
Pour plus de détails, voir Fiche technique et Distribution.
Marquita l'espionne (Across the Pacific) est un film muet américain réalisé par Roy Del Ruth, sorti en 1926. Il est considéré comme perdu.

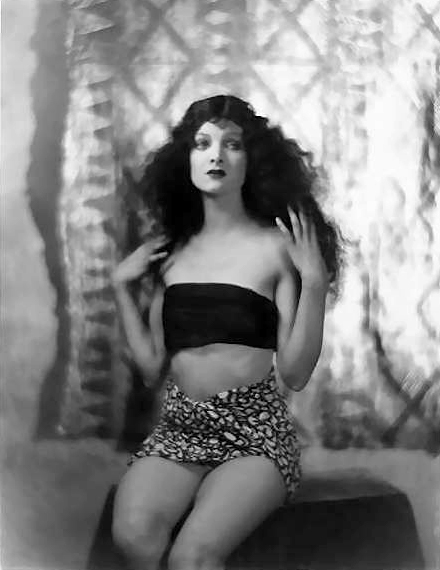
Myrna Loy incarne la belle métisse Marquita.

## Synopsis
Après que son père a  jeté le discrédit sur sa famille, Monte s'engage dans la guerre hispano-américaine et part avec son régiment aux Philippines. Bien qu'il ait une petite amie à la maison, Claire Marsh, il est enrôlé pour faire la cour à une fille métisse, Marquita, qui sait où se trouve le chef ennemi philippin Emilio Aguinaldo. Monte doit continuer à jouer la comédie, même lorsque Claire vient lui rendre visite dans les îles. Il finit par obtenir les informations dont il a besoin mais pas avant d'être considéré comme un déserteur et de devoir prouver sa valeur sur le champ de bataille. Lorsque l'insurrection est étouffée et qu'Aguinaldo est capturé, Monte est en mesure de tout expliquer à Claire, et le couple est réuni.

## Fiche technique
- Titre original : Across the Pacific
- Titre français : Marquita l'espionne
- Réalisation : Roy Del Ruth
  - Assistant-réalisateur : D. Ross Lederman
- Scénario : Darryl F. Zanuck (adaptation), d'après le roman Across the Pacific de Charles E. Blaney (1904)
- Directeur de la photographie : Byron Haskin
- Compagnie de production et de distribution : Warner Bros. Pictures
- Pays de production :  États-Unis
- Langue originale : anglais américain
- Format : noir et blanc — 35 mm — 1,33:1 — film muet
- Genre : aventure, romance, espionnage
- Durée : 78 min
- Dates de sortie :
  - États-Unis : 2 octobre 1926
  - France : 2 décembre 1927

## Distribution
- Monte Blue : Monte
- Jane Winton : Claire Marsh
- Myrna Loy : Marquita (Roma en VO)
- Charles Stevens : Emilio Aguinaldo
- Tom Wilson : Tom
- Walter McGrail : capitaine Grover
- Herbert Prior : colonel Marsh
- Edgar Kennedy : corporal Ryan
- Theodore Lorch : l'agent d'Aguinaldo